# Cherif El Waly Diop
 (mai 2013).
Si vous disposez d'ouvrages ou d'articles de référence ou si vous connaissez des sites web de qualité traitant du thème abordé ici, merci de compléter l'article en donnant les références utiles à sa vérifiabilité et en les liant à la section « Notes et références ».
Cherif El Waly Diop, ingénieur géologue de profession, est un ancien député du Sénégal durant la législature 2007-2012.